# Дюплесси, Жозеф
Жозе́ф-Сиффре́д Дюплесси́, также Жозеф-Сиффрен Дюплесси́ (фр. Joseph-Siffred, Siffrein Duplessis; 19 сентября 1725, Карпантра, Королевство Франция — 1 апреля 1802, Париж, Первая Французская республика) — французский живописец академического направления, один из наиболее популярных портретистов дореволюционной Франции второй половины XVIII века. Автор величественного парадного портрета короля Людовика XVI в коронационной мантии, а также хрестоматийного изображения философа-просветителя Бенджамина Франклина. С 1774 года академик Королевской Академии живописи и скульптуры в Париже.

## Биография
Жозеф-Сиффред родился в Карпантре, юго-восточная Франция, в семье хирурга Жозефа-Гийома Дюплесси, где было десять детей. Учился у отца, затем у Жозефа-Габриеля Имбера при аббатстве Вильнёв-лез-Авиньон. В 1744 году Дюплесси поступил в мастерскую Пьера Сублейраса в Риме. Во время своего пребывания в Риме он встретил Клода Жозефа Верне, с которым остался близок. Он вернулся в Карпентру примерно в 1748 году. Писал заказные портреты, а также написал две исторические картины для собора Сен-Сифрен.
Дюплесси провёл недолгое время в Лионе, а затем прибыл в 1752 году в Париж, где был принят в Академию Святого Луки. В 1769 году он впервые выставил десять картин в парижском Салоне. Дидро в своих обзорах парижских выставок был в восторге: «Вот живописец по имени Дюплесси, остававшийся в тени лет двенадцать и вдруг представивший три или четыре очень хороших портрета».
В последующем Жозеф Дюплесси представлял по несколько картин в каждом из Салонов, вплоть до их закрытия во время революционных событий. Утверждённый в 1769 году ассоциированным членом престижной Королевской Академии живописи и скульптуры в Париже, 6 августа 1774 года он стал академиком.
На пике своей карьеры, в 1775 году, он получал заказы на официальные портреты короля Людовика XVI в коронационном облачении. Он писал портреты приближённых короля: графа Прованса, будущего Людовика XVIII, графа Артуа, графа Анживилье, Марии-Луизы Савойской-Кариньянской, принцессы Ламбаль, Жака Неккера. Ему заказывали портреты композитор Кристоф Виллибальд Глюк, драматург Жан-Франсуа Дюси, американский политик Бенджамин Франклин.
После 1785 года слава художника пошла на убыль, в моду входили камерные сентиментальные портреты. Французская революция положила конец его карьере художника. В 1793 году он вернулся в родной город, участвовал в инвентаризации предметов искусства округа Карпантра. В 1796 году с учётом его прежних заслуг Жозеф Дюплесси был назначен хранителем галерей Версальского дворца. Он умер в Версале 1 апреля 1802 года.

## Память
С 1888 года муниципальный музей города Карпантра носит его имя: Музей Комтаден-Дюплесси (Musée Comtadin-Duplessis).

## Галерея

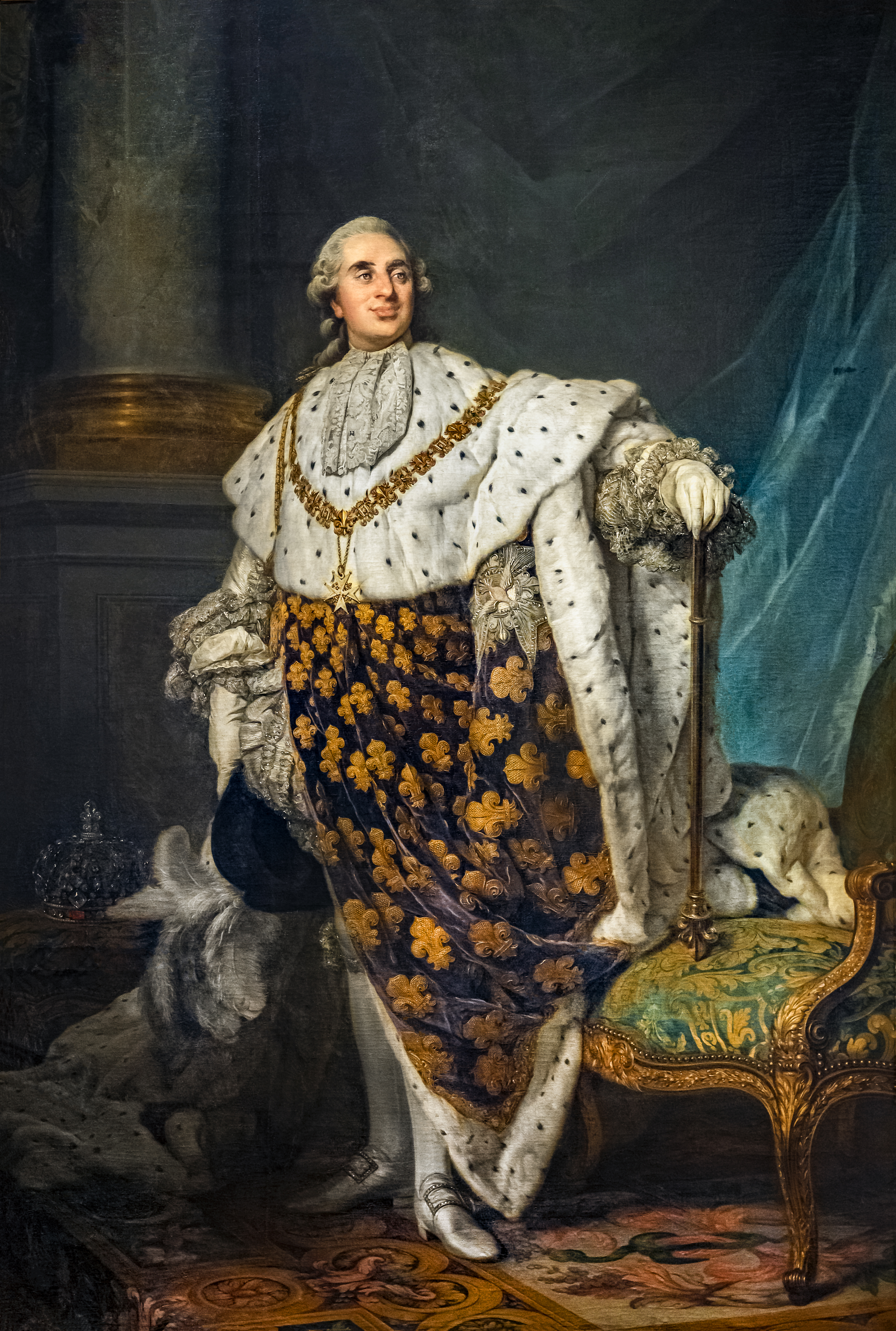
Портрет короля Людовика XVI. 1777. Холст, масло. Музей Энгра-Бурделя, Монтобан
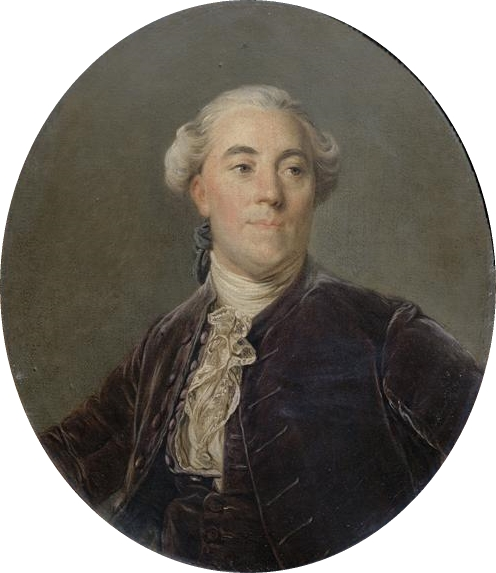
Жак Неккер. Ок. 1781. Холст, масло. Версаль
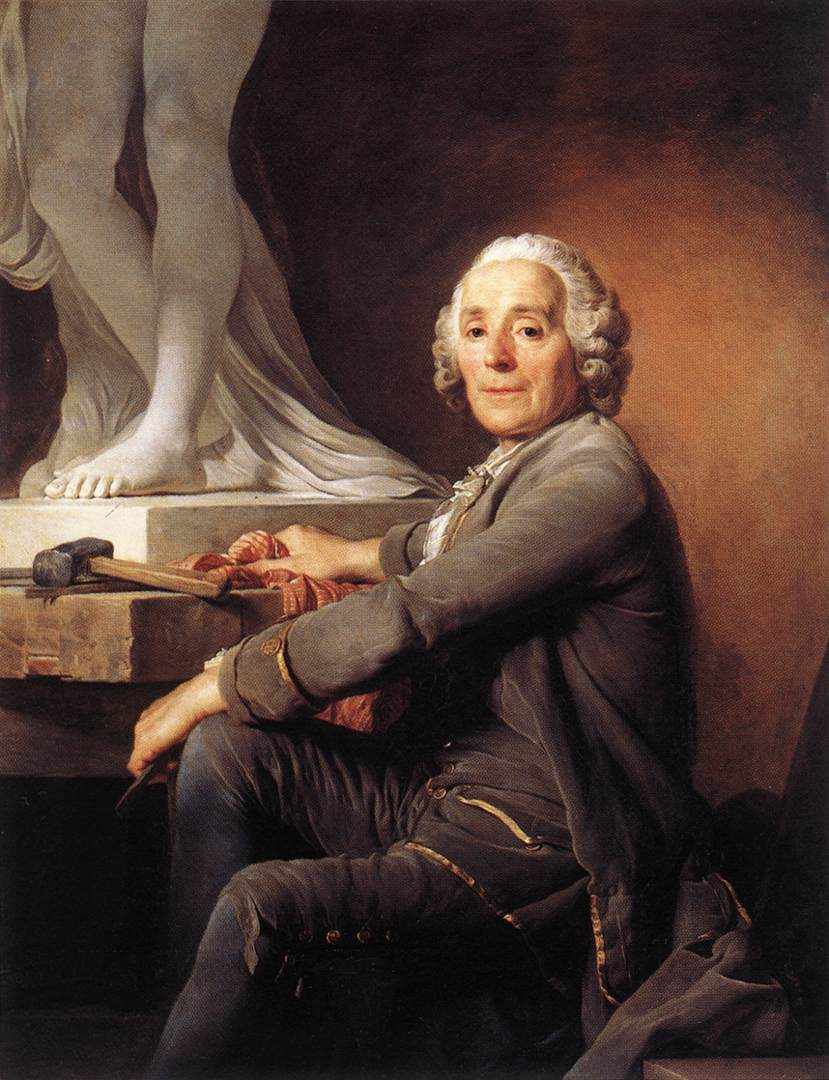
Скульптор Кристоф Габриэль Аллегрен. 1774. Холст, масло. Лувр, Париж
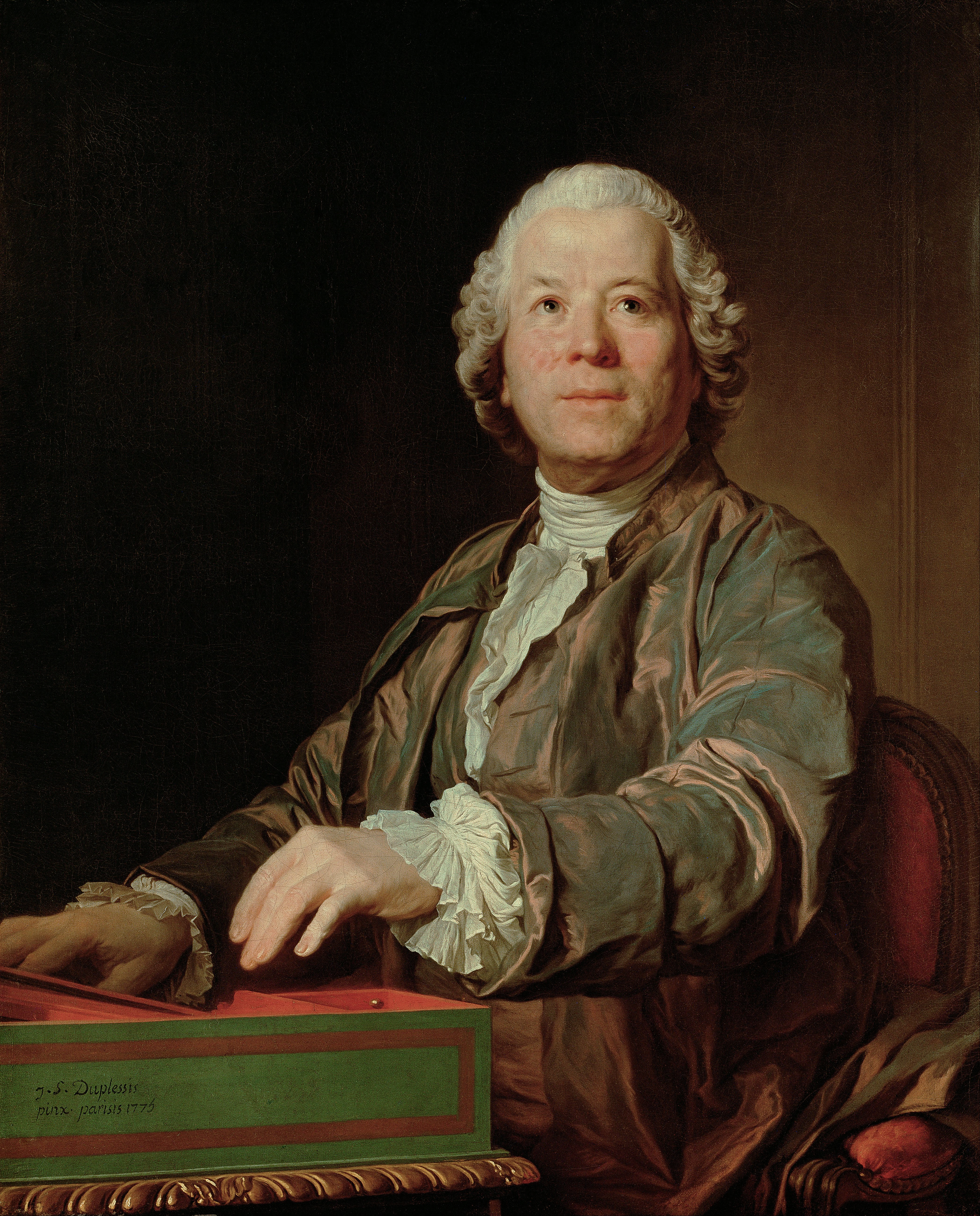
Кристоф Виллибальд Глюк. 1775. Холст, масло. Музей истории искусств, Вена
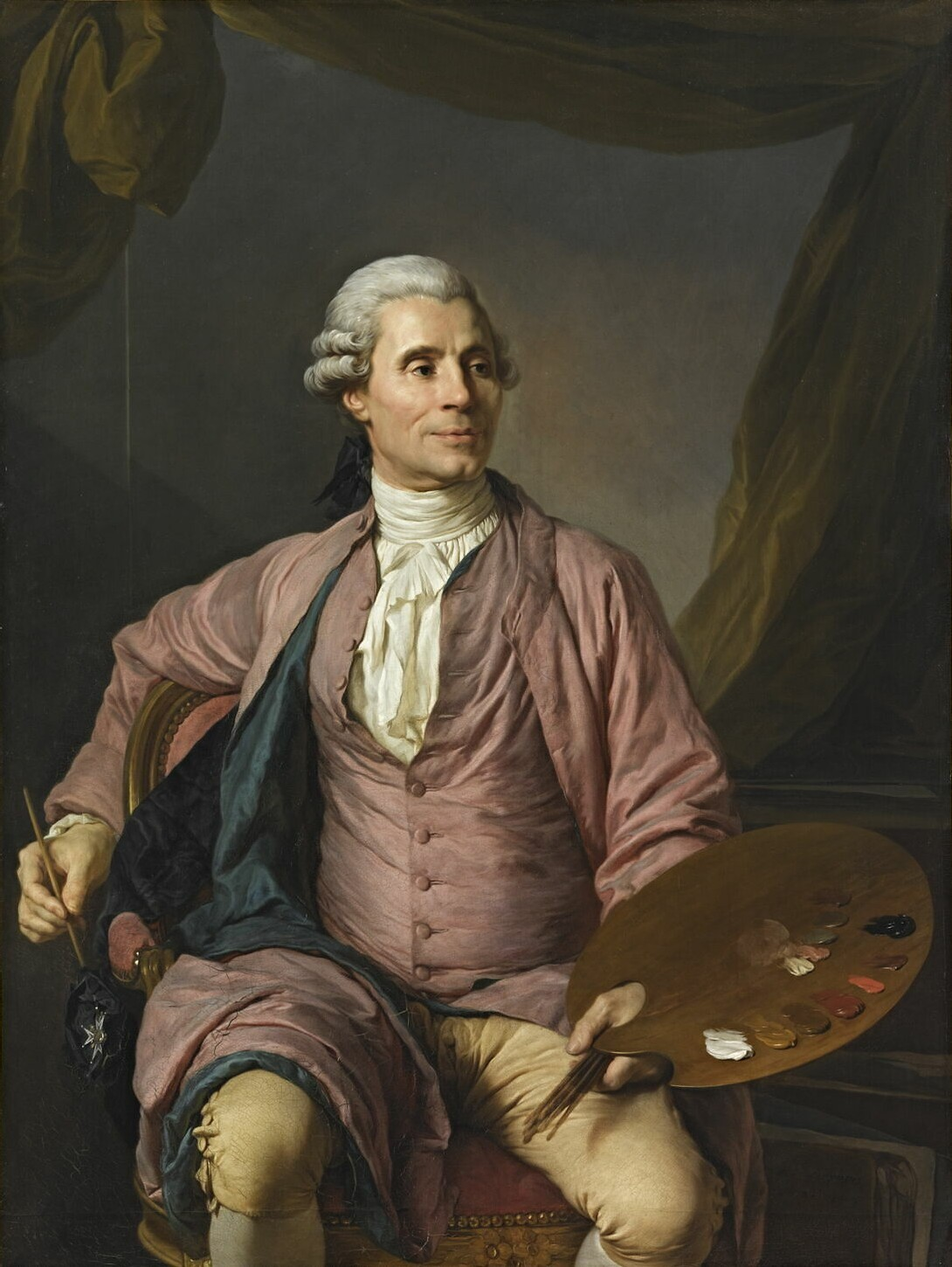
Жозеф-Мари Вьен. 1784. Холст, масло. Лувр, Париж
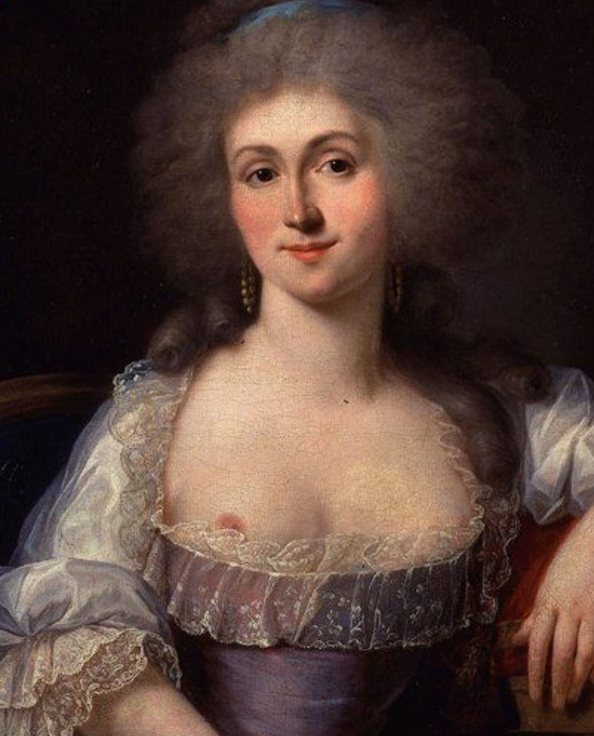
Принцесса Ламбаль. 1700-е. Холст, масло
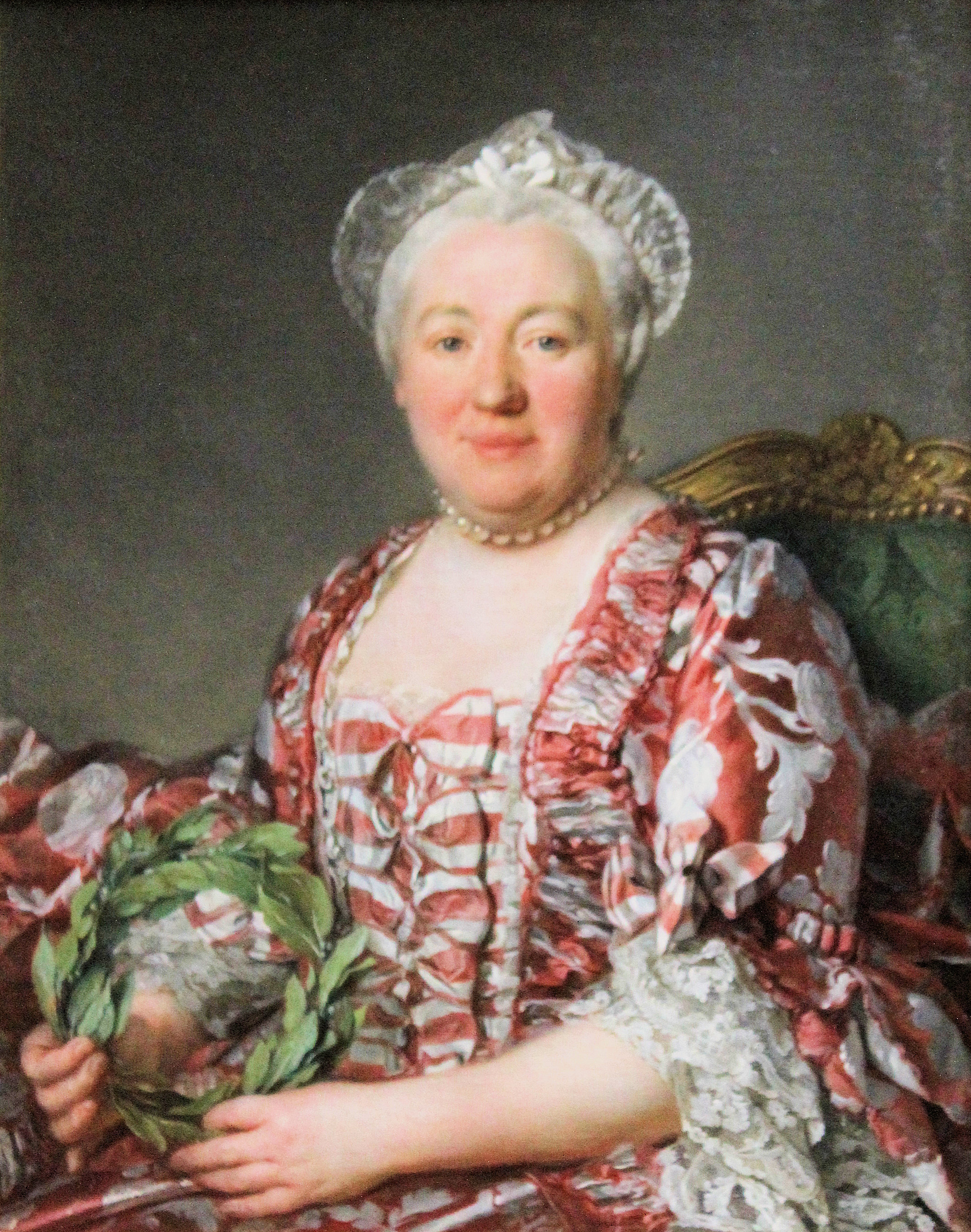
Мари-Луиза Миньо. Холст, масло. Музей Конде, Шантийи
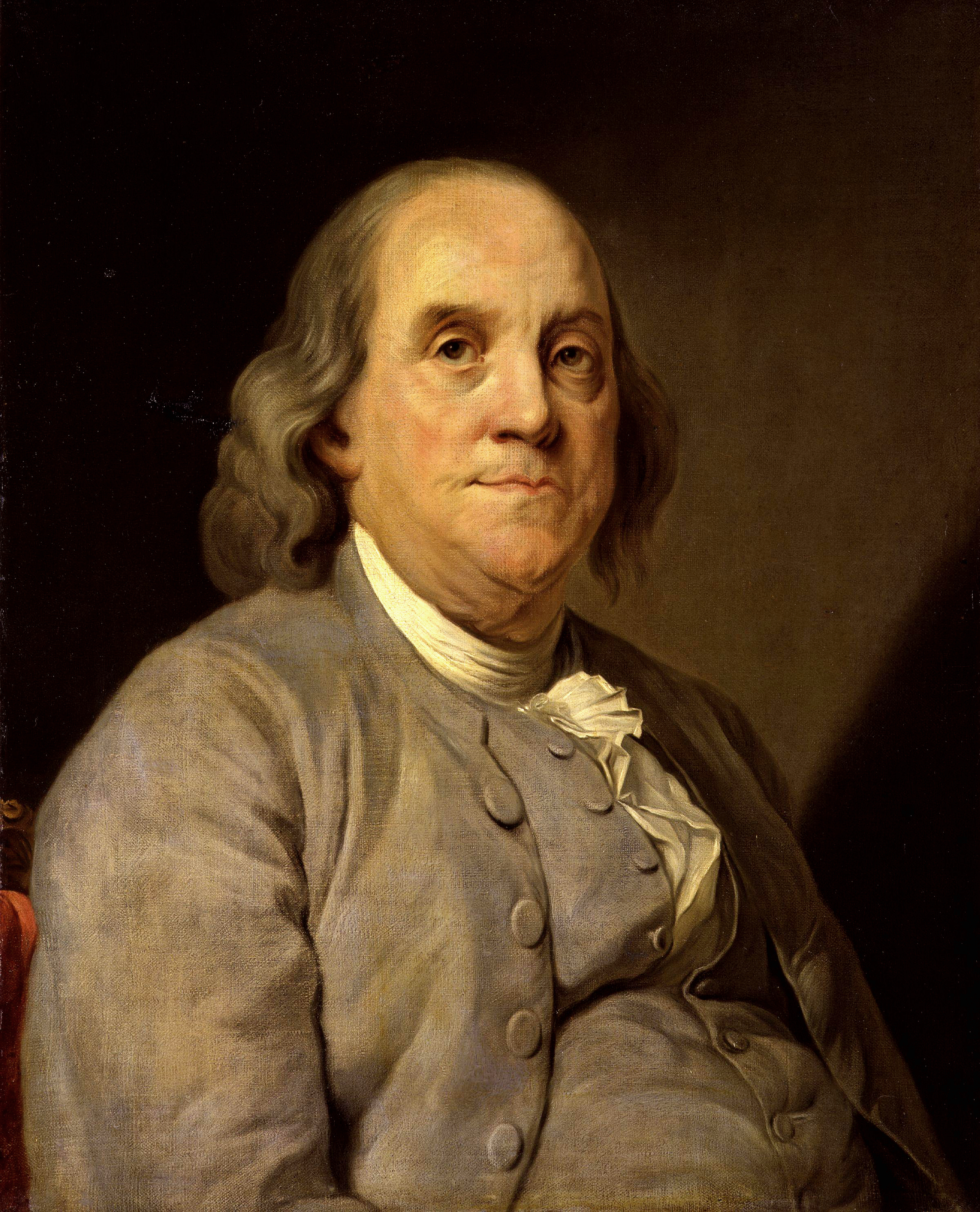
Бенджамин Франклин. Ок. 1785. Холст, масло. Национальная портретная галерея, Лондон